# Oleh Blochin
Oleh Volodymyrovytsj Blochin (Oekraïens: Олег Володимирович Блохін; Russisch: Олег Владимирович Блохин, Oleg Vladimirovitsj Blochin) (Kiev, 5 november 1952) is een Sovjet/Oekraïens voormalig voetbaltrainer en voetballer. Als speler werd zijn naam steevast in het Russisch geschreven als Oleg Blochin.

## Spelersloopbaan
Blochin speelde tijdens zijn actieve carrière van 1969 tot 1988 als aanvaller voor Dinamo Kiev, in de tijd van de voormalige Sovjet-Unie. Hij is topscorer van de Sovjetcompetitie met 211 doelpunten in 432 wedstrijden. Hij werd acht keer landskampioen en leidde Dinamo Kiev in 1975 en 1986 naar winst in de Europacup II. De finale tegen Atlético Madrid in 1986 werd met 3–0 gewonnen. Aan het einde van zijn spelersloopbaan kwam hij nog uit voor Vorwärts Steyr (1988/89) en Aris Limassol (1989/90).
Oleh Blochin speelde tussen 1972 en 1988 in totaal 112 interlands voor de Sovjet-Unie, waarin hij 42 doelpunten maakte. Hij werd daarmee recordinternational en topscorer.
In 1975 werd hij verkozen tot Europees voetballer van het jaar. Hij wordt vrij algemeen als beste voetballer beschouwd die de Sovjet-Unie ooit heeft voortgebracht.

## Trainersloopbaan
Na zijn actieve carrière werd hij trainer van enkele Griekse clubs alvorens bondscoach te worden van het nationale elftal van Oekraïne.

## Erelijst
Dinamo Kiev
- Sovjet Top Liga: 1970/71, 1973/74, 1974/75, 1976/77, 1979/80, 1980/81, 1984/85, 1985/86
- Sovjet Beker: 1973/74, 1977/78, 1981/82, 1984/85, 1986/87
- Sovjet Supercup: 1980, 1985, 1986
- Europacup II: 1974/75, 1985/86
- Europese Supercup: 1975

Individuele erkenningen:
- Europees voetballer van het jaar: 1975
- Sovjet-Russisch voetballer van het jaar: 1973, 1974, 1975
- Oekraïens voetballer van het jaar: 1972, 1973, 1974, 1975, 1976, 1977, 1978, 1980, 1981
- Topscorer Top Liga: 1972, 1973, 1974, 1975, 1977
- Golden Player van Oekraïne: november 2003

Individuele records:
- Meeste interlands voor het elftal van de Sovjet-Unie: 101
- Topscorer aller tijden van het elftal van de Sovjet-Unie: 35
- Meeste wedstrijden in de Top Liga: 433
- Meeste doelpunten in de Top Liga: 211

Als trainer
 Olympiakos
- Beker van Griekenland: 1991/92
- Griekse Supercup: 1992

| Interlands van Oleh Blochin voor de Sovjet-Unie | Interlands van Oleh Blochin voor de Sovjet-Unie | Interlands van Oleh Blochin voor de Sovjet-Unie | Interlands van Oleh Blochin voor de Sovjet-Unie | Interlands van Oleh Blochin voor de Sovjet-Unie | Interlands van Oleh Blochin voor de Sovjet-Unie |
| №                                               | Datum                                           | Wedstrijd                                       | Uitslag                                         | Competitie                                      | Goals                                           |
| ----------------------------------------------- | ----------------------------------------------- | ----------------------------------------------- | ----------------------------------------------- | ----------------------------------------------- | ----------------------------------------------- |
| 1                                               | 16 Jul 1972                                     | Finland – Sovjet-Unie                           | 1–1                                             | Vriendschappelijk                               | Goal                                            |
| 2                                               | 06 Aug 1972                                     | Zweden – Sovjet-Unie                            | 4–4                                             | Vriendschappelijk                               | Goal                                            |
| 3                                               | 28 Aug 1972                                     | Sovjet-Unie – Birma                             | 1–0                                             | Olympische Spelen                               |                                                 |
| 4                                               | 01 Sep 1972                                     | Sovjet-Unie – Mexico                            | 4–1                                             | Olympische Spelen                               | Goal                                            |
| 5                                               | 03 Sep 1972                                     | Sovjet-Unie – Marokko                           | 3–0                                             | Olympische Spelen                               |                                                 |
| 6                                               | 05 Sep 1972                                     | Polen – Sovjet-Unie                             | 2–1                                             | Olympische Spelen                               | Goal                                            |
| 7                                               | 08 Sep 1972                                     | Sovjet-Unie – Denemarken                        | 4–0                                             | Olympische Spelen                               | Goal                                            |
| 8                                               | 10 Sep 1972                                     | Sovjet-Unie – Duitse Democratische Republiek    | 2–2                                             | Olympische Spelen                               | Goal                                            |
| 9                                               | 13 Oct 1972                                     | Frankrijk – Sovjet-Unie                         | 1–0                                             | WK-kwalificatie                                 |                                                 |
| 10                                              | 28 Mar 1973                                     | Bulgarije – Sovjet-Unie                         | 1–0                                             | Vriendschappelijk                               |                                                 |
| 11                                              | 18 Apr 1973                                     | Sovjet-Unie – Roemenië                          | 2–0                                             | Vriendschappelijk                               |                                                 |
| 12                                              | 13 May 1973                                     | Sovjet-Unie – Ierland                           | 1–0                                             | WK-kwalificatie                                 |                                                 |
| 13                                              | 26 May 1973                                     | Sovjet-Unie – Frankrijk                         | 2–0                                             | WK-kwalificatie                                 | Goal                                            |
| 14                                              | 10 Jun 1973                                     | Sovjet-Unie – Engeland                          | 1–2                                             | Vriendschappelijk                               |                                                 |
| 15                                              | 21 Jun 1973                                     | Sovjet-Unie – Brazilië                          | 0–1                                             | Vriendschappelijk                               |                                                 |
| 16                                              | 05 Aug 1973                                     | Sovjet-Unie – Zweden                            | 0–0                                             | Vriendschappelijk                               |                                                 |
| 17                                              | 05 Sep 1973                                     | Sovjet-Unie – West-Duitsland                    | 0–1                                             | Vriendschappelijk                               |                                                 |
| 18                                              | 26 Sep 1973                                     | Sovjet-Unie – Chili                             | 0–0                                             | WK-kwalificatie                                 |                                                 |
| 19                                              | 17 Oct 1973                                     | Duitse Democratische Republiek – Sovjet-Unie    | 1–0                                             | Vriendschappelijk                               |                                                 |
| 20                                              | 17 Apr 1974                                     | Joegoslavië – Sovjet-Unie                       | 0–1                                             | Vriendschappelijk                               |                                                 |
| 21                                              | 20 May 1974                                     | Sovjet-Unie – Tsjecho-Slowakije                 | 0–1                                             | Vriendschappelijk                               |                                                 |
| 22                                              | 30 Oct 1974                                     | Ierland – Sovjet-Unie                           | 3–0                                             | EK-kwalificatie                                 |                                                 |
| 23                                              | 02 Apr 1975                                     | Sovjet-Unie – Turkije                           | 3–0                                             | EK-kwalificatie                                 | Goal                                            |
| 24                                              | 18 May 1975                                     | Sovjet-Unie – Ierland                           | 2–1                                             | EK-kwalificatie                                 | Goal                                            |
| 25                                              | 08 Jun 1975                                     | Sovjet-Unie – Italië                            | 1–0                                             | Vriendschappelijk                               |                                                 |
| 26                                              | 12 Oct 1975                                     | Zwitserland – Sovjet-Unie                       | 0–1                                             | EK-kwalificatie                                 |                                                 |
| 27                                              | 12 Nov 1975                                     | Sovjet-Unie – Zwitserland                       | 4–1                                             | EK-kwalificatie                                 |                                                 |
| 28                                              | 23 Nov 1975                                     | Turkije – Sovjet-Unie                           | 1–0                                             | EK-kwalificatie                                 |                                                 |
| 29                                              | 29 Nov 1975                                     | Roemenië – Sovjet-Unie                          | 2–2                                             | Vriendschappelijk                               |                                                 |
| 30                                              | 10 Mar 1976                                     | Tsjecho-Slowakije – Sovjet-Unie                 | 2–2                                             | Vriendschappelijk                               | Goal                                            |
| 31                                              | 20 Mar 1976                                     | Sovjet-Unie – Argentinië                        | 0–1                                             | Vriendschappelijk                               |                                                 |
| 32                                              | 24 Mar 1976                                     | Bulgarije – Sovjet-Unie                         | 0–3                                             | Vriendschappelijk                               | Goal                                            |
| 33                                              | 24 Apr 1976                                     | Tsjecho-Slowakije – Sovjet-Unie                 | 2–0                                             | EK-eindronde                                    |                                                 |
| 34                                              | 22 May 1976                                     | Sovjet-Unie – Tsjecho-Slowakije                 | 2–2                                             | EK-eindronde                                    | Goal                                            |
| 35                                              | 26 May 1976                                     | Hongarije – Sovjet-Unie                         | 1–1                                             | Vriendschappelijk                               |                                                 |
| 36                                              | 23 Jun 1976                                     | Oostenrijk – Sovjet-Unie                        | 1–2                                             | Vriendschappelijk                               |                                                 |
| 37                                              | 19 Jul 1976                                     | Canada – Sovjet-Unie                            | 1–2                                             | Olympische Spelen                               |                                                 |
| 38                                              | 23 Jul 1976                                     | Sovjet-Unie – Noord-Korea                       | 3–0                                             | Olympische Spelen                               | Goal                                            |
| 39                                              | 25 Jul 1976                                     | Iran – Sovjet-Unie                              | 1–2                                             | Olympische Spelen                               |                                                 |
| 40                                              | 27 Jul 1976                                     | Duitse Democratische Republiek – Sovjet-Unie    | 2–1                                             | Olympische Spelen                               |                                                 |
| 41                                              | 29 Jul 1976                                     | Brazilië – Sovjet-Unie                          | 0–2                                             | Olympische Spelen                               |                                                 |
| 42                                              | 20 Mar 1977                                     | Tunesië – Sovjet-Unie                           | 0–3                                             | Vriendschappelijk                               |                                                 |
| 43                                              | 23 Mar 1977                                     | Joegoslavië – Sovjet-Unie                       | 2–4                                             | Vriendschappelijk                               | Goal · Goal                                     |
| 44                                              | 24 Apr 1977                                     | Sovjet-Unie – Griekenland                       | 2–0                                             | WK-kwalificatie                                 |                                                 |
| 45                                              | 30 Apr 1977                                     | Hongarije – Sovjet-Unie                         | 2–1                                             | WK-kwalificatie                                 |                                                 |
| 46                                              | 10 May 1977                                     | Griekenland – Sovjet-Unie                       | 1–0                                             | WK-kwalificatie                                 |                                                 |
| 47                                              | 18 May 1977                                     | Sovjet-Unie – Hongarije                         | 2–0                                             | WK-kwalificatie                                 |                                                 |
| 48                                              | 28 Jul 1977                                     | Duitse Democratische Republiek – Sovjet-Unie    | 2–1                                             | Vriendschappelijk                               |                                                 |
| 49                                              | 07 Sep 1977                                     | Sovjet-Unie – Polen                             | 4–1                                             | Vriendschappelijk                               |                                                 |
| 50                                              | 05 Oct 1977                                     | Nederland – Sovjet-Unie                         | 0–0                                             | Vriendschappelijk                               |                                                 |
| 51                                              | 08 Oct 1977                                     | Frankrijk – Sovjet-Unie                         | 0–0                                             | Vriendschappelijk                               |                                                 |
| 52                                              | 26 Feb 1978                                     | Marokko – Sovjet-Unie                           | 2–3                                             | Vriendschappelijk                               | Goal                                            |
| 53                                              | 08 Mar 1978                                     | West-Duitsland – Sovjet-Unie                    | 1–0                                             | Vriendschappelijk                               |                                                 |
| 54                                              | 05 Apr 1978                                     | Sovjet-Unie – Finland                           | 10–2                                            | Vriendschappelijk                               | Goal · Goal · Goal                              |
| 55                                              | 14 May 1978                                     | Roemenië – Sovjet-Unie                          | 0–1                                             | Vriendschappelijk                               | Goal                                            |
| 56                                              | 06 Sep 1978                                     | Iran – Sovjet-Unie                              | 0–1                                             | Vriendschappelijk                               |                                                 |
| 57                                              | 20 Sep 1978                                     | Sovjet-Unie – Griekenland                       | 2–0                                             | EK-kwalificatie                                 |                                                 |
| 58                                              | 05 Oct 1978                                     | Turkije – Sovjet-Unie                           | 0–2                                             | Vriendschappelijk                               | Goal                                            |
| 59                                              | 11 Oct 1978                                     | Hongarije – Sovjet-Unie                         | 2–0                                             | EK-kwalificatie                                 |                                                 |
| 60                                              | 23 Nov 1978                                     | Japan – Sovjet-Unie                             | 1–4                                             | Vriendschappelijk                               |                                                 |
| 61                                              | 27 Nov 1978                                     | Japan – Sovjet-Unie                             | 0–3                                             | Vriendschappelijk                               |                                                 |
| 62                                              | 28 Mar 1979                                     | Sovjet-Unie – Bulgarije                         | 3–1                                             | Vriendschappelijk                               | Goal                                            |
| 63                                              | 19 Apr 1979                                     | Sovjet-Unie – Zweden                            | 2–0                                             | Vriendschappelijk                               |                                                 |
| 64                                              | 05 May 1979                                     | Sovjet-Unie – Tsjecho-Slowakije                 | 3–0                                             | Vriendschappelijk                               |                                                 |
| 65                                              | 19 May 1979                                     | Sovjet-Unie – Hongarije                         | 2–2                                             | EK-kwalificatie                                 |                                                 |
| 66                                              | 27 Jun 1979                                     | Denemarken – Sovjet-Unie                        | 1–2                                             | Vriendschappelijk                               |                                                 |
| 67                                              | 27 Aug 1980                                     | Hongarije – Sovjet-Unie                         | 1–4                                             | Vriendschappelijk                               | Goal                                            |
| 68                                              | 03 Sep 1980                                     | IJsland – Sovjet-Unie                           | 1–2                                             | WK-kwalificatie                                 |                                                 |
| 69                                              | 30 May 1981                                     | Wales – Sovjet-Unie                             | 0–0                                             | WK-kwalificatie                                 |                                                 |
| 70                                              | 23 Sep 1981                                     | Sovjet-Unie – Turkije                           | 4–0                                             | WK-kwalificatie                                 | Goal                                            |
| 71                                              | 07 Oct 1981                                     | Turkije – Sovjet-Unie                           | 0–3                                             | WK-kwalificatie                                 | Goal · Goal                                     |
| 72                                              | 28 Oct 1981                                     | Sovjet-Unie – Tsjecho-Slowakije                 | 2–0                                             | WK-kwalificatie                                 |                                                 |
| 73                                              | 18 Nov 1981                                     | Sovjet-Unie – Wales                             | 3–0                                             | WK-kwalificatie                                 | Goal                                            |
| 74                                              | 29 Nov 1981                                     | Tsjecho-Slowakije – Sovjet-Unie                 | 1–1                                             | WK-kwalificatie                                 | Goal                                            |
| 75                                              | 10 Mar 1982                                     | Griekenland – Sovjet-Unie                       | 0–2                                             | Vriendschappelijk                               |                                                 |
| 76                                              | 04 Apr 1982                                     | Argentinië – Sovjet-Unie                        | 1–1                                             | Vriendschappelijk                               |                                                 |
| 77                                              | 05 May 1982                                     | Sovjet-Unie – Duitse Democratische Republiek    | 1–0                                             | Vriendschappelijk                               |                                                 |
| 78                                              | 03 Jun 1982                                     | Zweden – Sovjet-Unie                            | 1–1                                             | Vriendschappelijk                               | Goal                                            |
| 79                                              | 14 Jun 1982                                     | Brazilië – Sovjet-Unie                          | 2–1                                             | WK-eindronde                                    |                                                 |
| 80                                              | 19 Jun 1982                                     | Nieuw-Zeeland – Sovjet-Unie                     | 0–3                                             | WK-eindronde                                    | Goal                                            |
| 81                                              | 22 Jun 1982                                     | Sovjet-Unie – Schotland                         | 2–2                                             | WK-eindronde                                    |                                                 |
| 82                                              | 01 Jul 1982                                     | Sovjet-Unie – België                            | 1–0                                             | WK-eindronde                                    |                                                 |
| 83                                              | 04 Jul 1982                                     | Polen – Sovjet-Unie                             | 0–0                                             | WK-eindronde                                    |                                                 |
| 84                                              | 23 Mar 1983                                     | Frankrijk – Sovjet-Unie                         | 1–1                                             | Vriendschappelijk                               |                                                 |
| 85                                              | 13 Apr 1983                                     | Zwitserland – Sovjet-Unie                       | 0–1                                             | Vriendschappelijk                               | Goal                                            |
| 86                                              | 27 Apr 1983                                     | Sovjet-Unie – Portugal                          | 5–0                                             | EK-kwalificatie                                 |                                                 |
| 87                                              | 17 May 1983                                     | Oostenrijk – Sovjet-Unie                        | 2–2                                             | Vriendschappelijk                               | Goal                                            |
| 88                                              | 22 May 1983                                     | Polen – Sovjet-Unie                             | 1–1                                             | EK-kwalificatie                                 |                                                 |
| 89                                              | 01 Jun 1983                                     | Finland – Sovjet-Unie                           | 0–1                                             | EK-kwalificatie                                 | Goal                                            |
| 90                                              | 26 Jul 1983                                     | Duitse Democratische Republiek – Sovjet-Unie    | 1–3                                             | Vriendschappelijk                               | Goal                                            |
| 91                                              | 09 Oct 1983                                     | Sovjet-Unie – Polen                             | 2–0                                             | EK-kwalificatie                                 | Goal                                            |
| 92                                              | 13 Nov 1983                                     | Portugal – Sovjet-Unie                          | 1–0                                             | EK-kwalificatie                                 |                                                 |
| 93                                              | 02 Jun 1984                                     | Engeland – Sovjet-Unie                          | 0–2                                             | Vriendschappelijk                               |                                                 |
| 94                                              | 19 Aug 1984                                     | Sovjet-Unie – Mexico                            | 3–0                                             | Vriendschappelijk                               | Goal                                            |
| 95                                              | 12 Sep 1984                                     | Ierland – Sovjet-Unie                           | 1–0                                             | WK-kwalificatie                                 |                                                 |
| 96                                              | 07 Aug 1985                                     | Sovjet-Unie – Roemenië                          | 2–0                                             | Vriendschappelijk                               |                                                 |
| 97                                              | 28 Aug 1985                                     | Sovjet-Unie – West-Duitsland                    | 1–0                                             | Vriendschappelijk                               |                                                 |
| 98                                              | 25 Sep 1985                                     | Sovjet-Unie – Denemarken                        | 1–0                                             | WK-kwalificatie                                 |                                                 |
| 99                                              | 16 Oct 1985                                     | Sovjet-Unie – Ierland                           | 2–0                                             | WK-kwalificatie                                 |                                                 |
| 100                                             | 22 Jan 1986                                     | Spanje – Sovjet-Unie                            | 2–0                                             | Vriendschappelijk                               |                                                 |
| 101                                             | 19 Feb 1986                                     | Mexico – Sovjet-Unie                            | 1–0                                             | Vriendschappelijk                               |                                                 |
| 102                                             | 26 Mar 1986                                     | Sovjet-Unie – Engeland                          | 0–1                                             | Vriendschappelijk                               |                                                 |
| 103                                             | 23 Apr 1986                                     | Roemenië – Sovjet-Unie                          | 2–1                                             | Vriendschappelijk                               |                                                 |
| 104                                             | 07 May 1986                                     | Sovjet-Unie – Finland                           | 0–0                                             | Vriendschappelijk                               |                                                 |
| 105                                             | 05 Jun 1986                                     | Frankrijk – Sovjet-Unie                         | 1–1                                             | WK-eindronde                                    |                                                 |
| 106                                             | 09 Jun 1986                                     | Sovjet-Unie – Canada                            | 2–0                                             | WK-eindronde                                    | Goal                                            |
| 107                                             | 20 Aug 1986                                     | Zweden – Sovjet-Unie                            | 0–0                                             | Vriendschappelijk                               |                                                 |
| 108                                             | 24 Sep 1986                                     | IJsland – Sovjet-Unie                           | 1–1                                             | EK-kwalificatie                                 |                                                 |
| 109                                             | 11 Oct 1986                                     | Frankrijk – Sovjet-Unie                         | 0–2                                             | EK-kwalificatie                                 |                                                 |
| 110                                             | 29 Oct 1986                                     | Sovjet-Unie – Noorwegen                         | 4–0                                             | EK-kwalificatie                                 | Goal                                            |
| 111                                             | 28 Oct 1987                                     | Sovjet-Unie – IJsland                           | 2–0                                             | EK-kwalificatie                                 |                                                 |
| 112                                             | 21 Sep 1988                                     | West-Duitsland – Sovjet-Unie                    | 1–0                                             | Vriendschappelijk                               |                                                 |